# Tusi

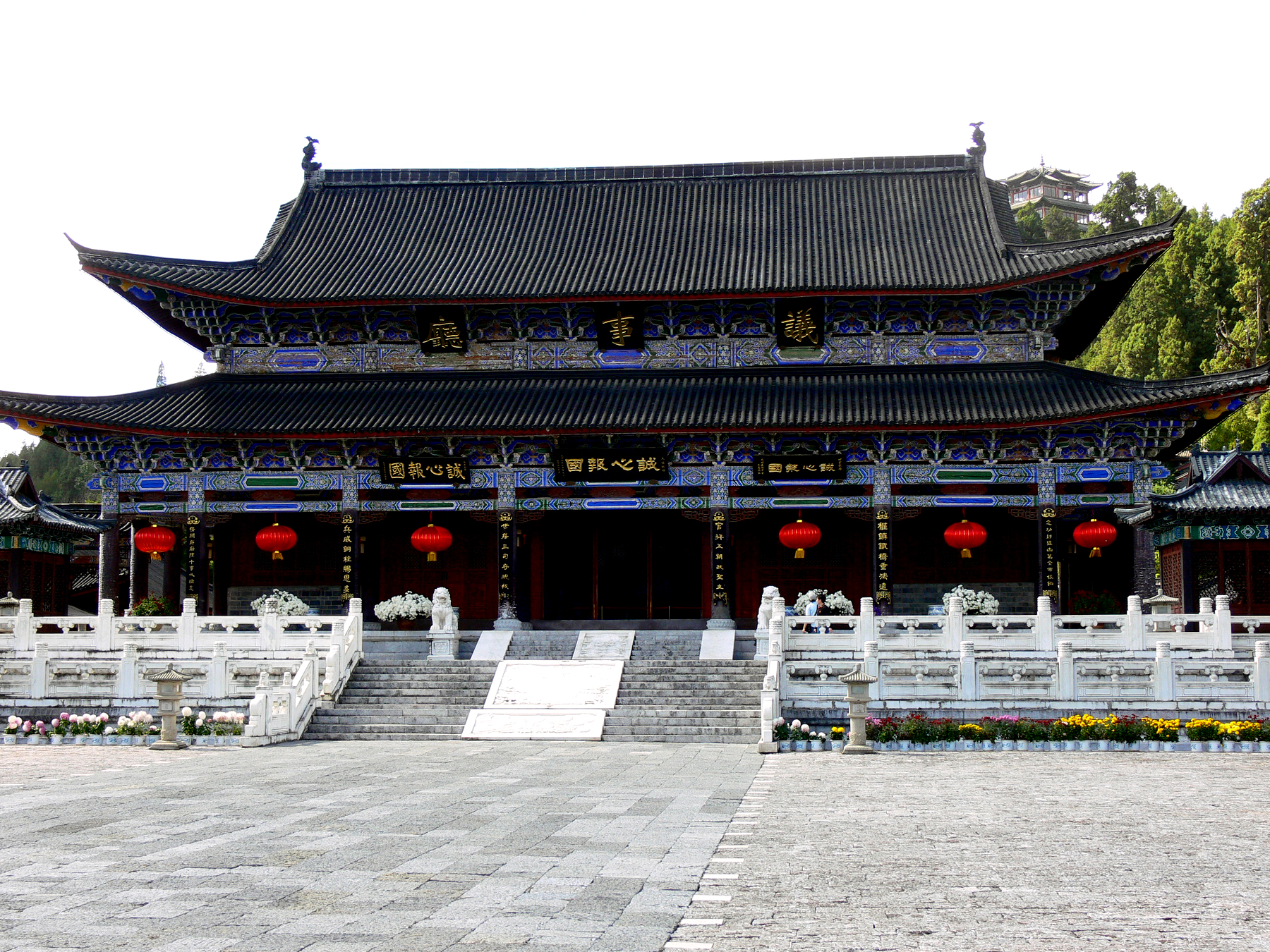
Sala delle udienze del Palazzo del Dominio di Lijiang.

Tusi (zh. 土司S, TǔsīP; lingua tibetana ཐོའུ་སི; lingua vietnamita 土司, Thổ ty; lingua mancese ᠠᡳᠮᠠᠨ ᡳ ᡥᠠᡶᠠᠨ, aiman i hafan), spesso tradotti come "capi locali" o "capi tribù", erano despoti tribali ereditari riconosciuti come funzionari imperiali dalle dinastie Yuan, Ming e Qing della Cina imperiale e dalle dinastie Lê posteriore e Nguyễn del Vietnam. Governavano alcune minoranze etniche nella Cina centrale, nella Cina occidentale, nella Cina sudoccidentale e nell'Indocina per conto del governo centrale.
Poiché la successione alla carica dei Tusi era ereditaria, questi regimi formarono di fatto numerose piccole dinastie autonome sotto la sovranità della corte centrale. Questa disposizione è nota come "Sistema Tusi" o 土司制度S, Tǔsī ZhìdùP, lett. "Sistema dei capi nativi" e non dev'essere confuso con il Sistema tributario della Cina imperiale (zh. 中華朝貢體系T, 中华朝贡体系S, Zhōnghuá cháogòng tǐxìP) né con il Sistema Jimi (zh. 羈縻制S o 羈縻府州S) dal quale oggettivamente derivò.
I domini Tusi si trovavano principalmente nello Yunnan, nel Guizhou, in Tibet, nel Sichuan, a Chongqing, nella Prefettura autonoma tujia e miao di Xiangxi (Hunan) e nella Prefettura autonoma tujia e miao di Enshi (Hubei). Le entità Tusi furono stabilite anche nelle dipendenze storiche e nelle regioni di frontiera della Cina in quella che oggi è la Birmania settentrionale, nel Laos, e nella Thailandia settentrionale.
Nel 2015, l'UNESCO ha designato tre castelli Tusi (Laosicheng, Tangya e Hailongtun) parte degli "Insediamenti Tusi", Patrimonio dell'Umanità in Cina. È stato descritto in almeno un'occasione come una condivisione di somiglianze con «il riconoscimento da parte del governo federale degli Stati Uniti di alcune tribù di nativi americani come in qualche modo entità sovrane.»

## Storia

### Dinastia Yuan (1271-1368)

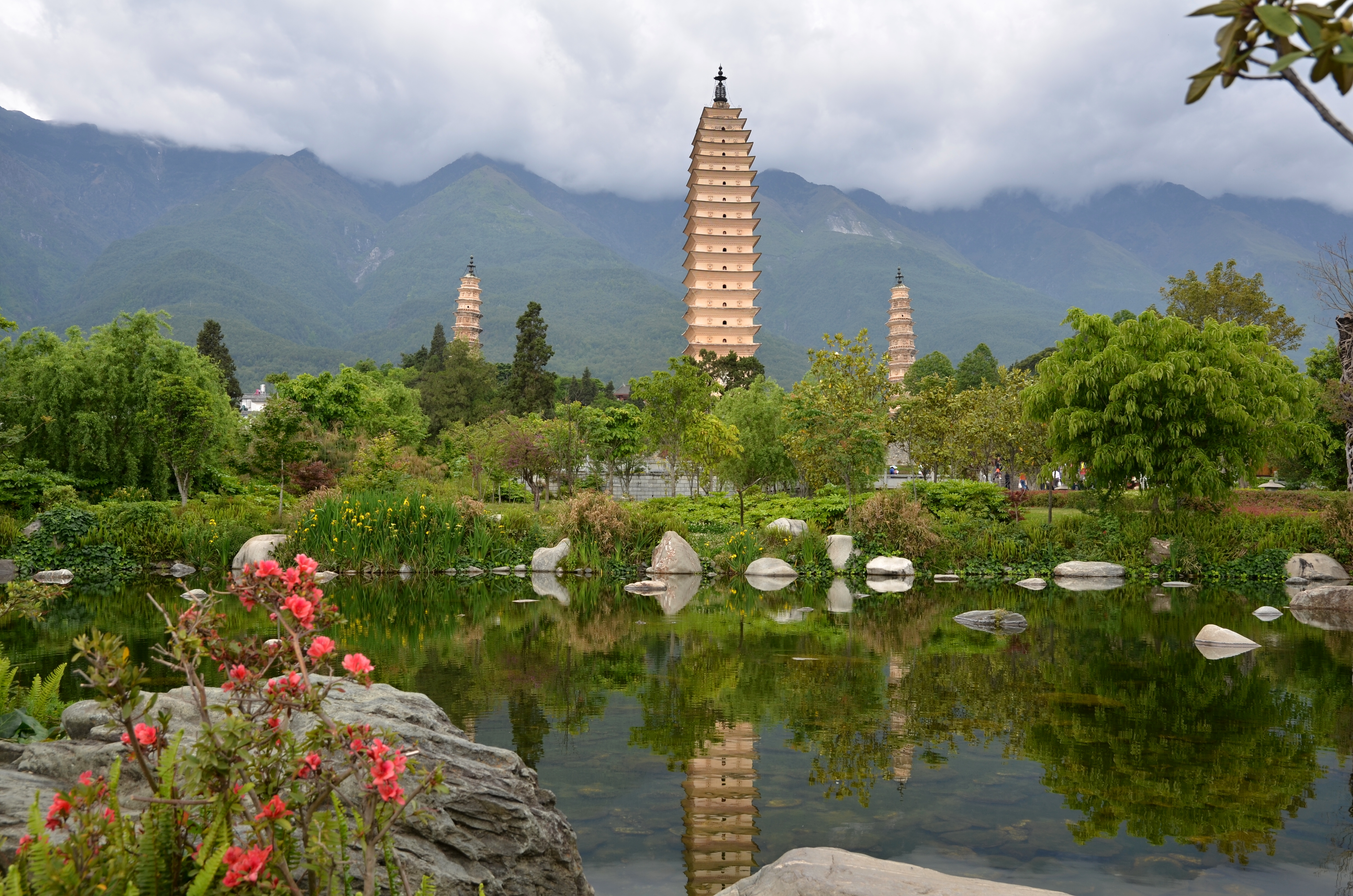
Il Tempio dell'Ammirazione Divina a Dali (città dello Yunnan)
La conquista del Regno di Dali costrinse i mongoli di Kublai Khan a creare il.

Il sistema tusi fu ispirato dal Sistema Jimi (zh. 羈縻制S o 羈縻府州S) implementato nelle regioni cinesi caratterizzate dalla presenza di minoranze etniche al tempo della dinastia Tang (618-907). Fu creato dalla dinastia Yuan (1271-1368) ed utilizzato come istituzione per amministrare territori di nuova acquisizione. "Palestra" del sistema fu lo Yunnan. Nel 1253, Kublai Khan, poi primo imperatore di Yuan, aveva conquistato il regno di Dali, un regno indipendente rispetto all'Impero cinese occupante buona parte dello Yunnan attuale, e l'aveva annesso all'Impero mongolo allora retto da Khaghan Munke, suo fratello maggiore. Conquistata Dalì, i mongoli avevano però pacificato lo Yunnan solo nel 1257, domando le varie etnie semi-indipendenti che creavano una costellazione di potentati intorno al regno appena sottomesso. Nel 1271, Kublai aveva annesso lo Yunnan ai domini del suo Gran Khanato dopo la dissoluzione dell'Impero mongolo e nel 1273 vi aveva installato quale governatore il capace turkmeno Sayyid Ajjal Shams al-Din Omar, da alcuni storici accreditato come l'ideatore del Tǔsī Zhìdù.
I membri dell'ex-clan imperiale Duan del regno di Dalì furono nominati governatori generali con autorità nominale usando il titolo di 大理總管S, Dàlǐ ZǒngguǎnP, lett. "Amministratore capo di Dalì" e i capi locali (es. i saopha a capo delle città-stato dei tai, le mueang) furono cooptati con una varietà di titoli come amministratori della regione. Duan Xingzhi, l'ultimo sovrano di Dalì, fu pertanto nominato primo sovrano locale e accettò l'insediamento di un Commissario per la Pacificazione. Duan Xingzhi offrì ai mongoli mappe dello Yunnan oltre a guidare un considerevole esercito di connazionali quali esploratori per le truppe mongole nel loro attacco ai danni della dinastia Song (960-1279), asserragliatasi nella Cina meridionale ed ultimo ostacolo alla definitiva conquista della Cina da parte di mongoli (v.si Conquista mongola della Cina).
Sotto la dinastia Yuan, i funzionari indigeni, o tusi, divennero così la controparte d'un sistema clientelare in cui il "patrono", gli imperatori Yuan, esercitava il controllo giurisdizionale sul cliente ma non sul suo territorio.
I capi tusi e i capi tribù locali e/o i regni nello Yunnan, tanto quanto nel Guizhou e nel Sichuan si sottomisero al dominio Yuan e furono autorizzati a mantenere i loro titoli: es. la famiglia di etnia Han (cinese) degli Yang che governava il Dominio di Bozhou, già riconosciuta dalle dinastie Tang e Song, ricevette così anche il riconoscimento dagli Yuan e dai Ming (1368-1644); il clan Luo di Shuixi guidato da Ahua fu similmente riconosciuto dagli Yuan come già Pugui era stato riconosciuto dai Song e Apei dai Tang, tutti discendenti di re Huoji che al tempo del Regno di Shu (221-264) aiutò Zhuge Liang contro Meng Huo, e lo stesso fecero i Ming.

### Dinastia Ming (1368-1644)

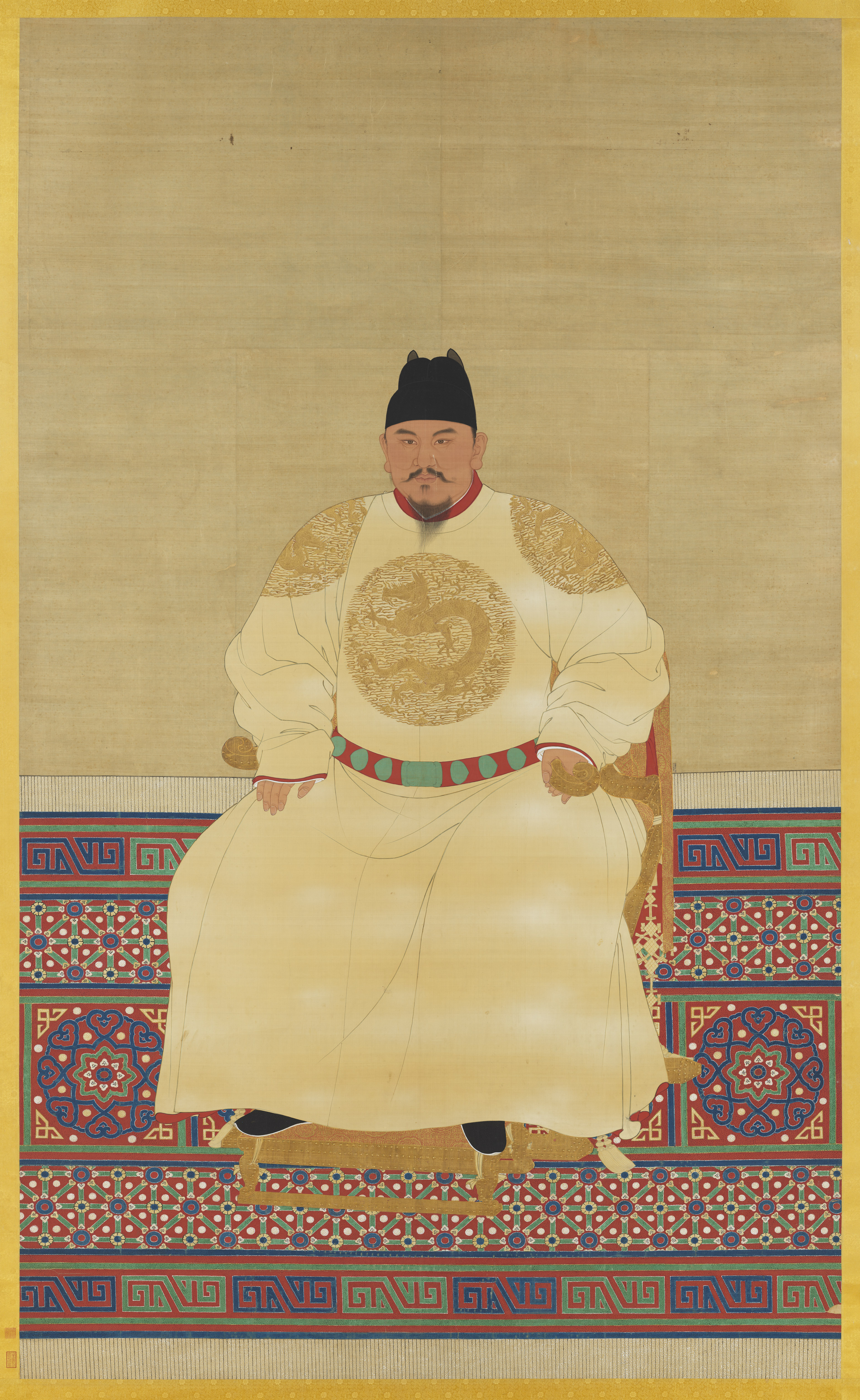
L'imperatore Hongwu di Ming, grandi riformatore del Sistema Tusi.

Nel 1364, il ribelle Zhu Yuanzhang, impegnato a scacciare gli Yuan dalla Cina (v.si Rivolta dei Turbanti Rossi, 1351-1368), conquistò Huguang ma piuttosto che costruirvi un proprio sistema burocratico scelse di mantenere il sistema di capo tribù nativo implementato dagli Yuan. Riconfermò molti tusi agli stessi incarichi che avevano durante la dinastia Yuan. Dopo aver riunificato la Cina sotto la dinastia Ming ed esserne divenuto imperatore con il nome di Hongwu, Zhu adottò questa pratica in tutta la zona di confine meridionale dell'Impero.
Nel 1381, Hongwu inviò una forza contro l'ultimo residuo delle forze della dinastia Yuan, guidate dal principe di Liang, Basalawari, che si suicidò. Duan Gong, un successore di Duan Xingzhi, divenne così l'ultimo rappresentante delle superstiti forze Yuan nello Yunnan. Rifiutò d'arrendersi e tentò di far riconoscere ai Ming l'ex-regno di Dalì come stato tributario. Quando fu sconfitto in battaglia, i suoi congiunti superstiti furono fatti prigionieri e scortati nella capitale ove fu assegnato loro un ufficio insignificante. Da quel momento in poi, «i capi permanenti furono sostituiti da funzionari trasferibili» formalmente nominati dalla corte Ming.
La rimozione dai Duan fu un passaggio epocale, perché marcò il passo della sostituzione, lenta ma inesorabile, dei capi locali con i funzionari statali. Nei fatti, però, tale passaggio avrebbe richiesto secoli: non a caso, Mu Ying, uno dei tre generali che aveva garantito ai Ming la sottomissione dello Yunnan fu installato quale governatore di Dalì e la sua famiglia, i Mu, mantenne quel ruolo per tutta la durata della dinastia.
Nel corso dei suoi 276 anni di storia, la dinastia Ming ha conferito un totale di 1608 titoli tusi, 960 dei quali erano di grado militare e 648 di grado civile (v.si seguito), la maggior parte dei quali nello Yunnan, nel Guizhou e nel Sichuan. Altri titoli tusi vennero riconosciuti in Tibet e nel Qinghai.
I tusi erano obbligati a fornire truppe, sopprimere le ribellioni e rendere omaggio a Pechino ogni anno, biennio o triennio a seconda della distanza della loro residenza dalla capitale. Il posto di tusi era ereditario, in forte contrasto con il sistema degli Esami imperiali (zh. 科舉T, 科举S, kējǔP) adottato nell'entroterra cinese, ma la successione, la promozione e la retrocessione erano tutte controllate dall'amministrazione Ming (come già precedentemente fatto dagli Yuan) che richiedeva a ciascun tusi di utilizzare un sigillo e una carta ufficiale. Per stabilire legittime successioni, ai tusi fu ordinato di elencare i loro figli e nipoti nel 1436, di rifare l'elenco in quadruplicato nel 1441 e di rinnovarlo triennalmente nel 1441 e di nuovo nel 1485. La dinastia Ming assunse anche reggenze di bambini di età inferiore ai 15 anni nel 1489.
I capi Tusi a volte potevano essere donne secondo le usanze locali e avevano piena autorità sui membri della propria tribù. Le aree d'amministrazione tusi tendevano a esplodere in violenze o disordini a intermittenza e provocavano invariabilmente l'intervento militare cinese. Tuttavia, gli incidenti erano generalmente attribuiti a provocazioni da parte di coloni cinesi o funzionari corrotti e non per colpa delle tribù stesse.
Il Tǔsī Zhìdù era una cooperazione reciprocamente vantaggiosa tra il governo centrale e i capi nativi. Per molto tempo dopo la sua instaurazione, i governanti sapevano che il governo centrale poteva utilizzare solo una quantità limitata di risorse. Avere un gran numero di eserciti di stanza nel confine meridionale, un'area con un ambiente naturale aspro e un gran numero di persone non Han, era troppo costoso per i governanti Ming. Così, decisero di trasferire parte del potere di governo a quei capi locali in cambio della loro difesa della zona di confine.

### Gaitù Guiliu(XVII-XIX secolo)

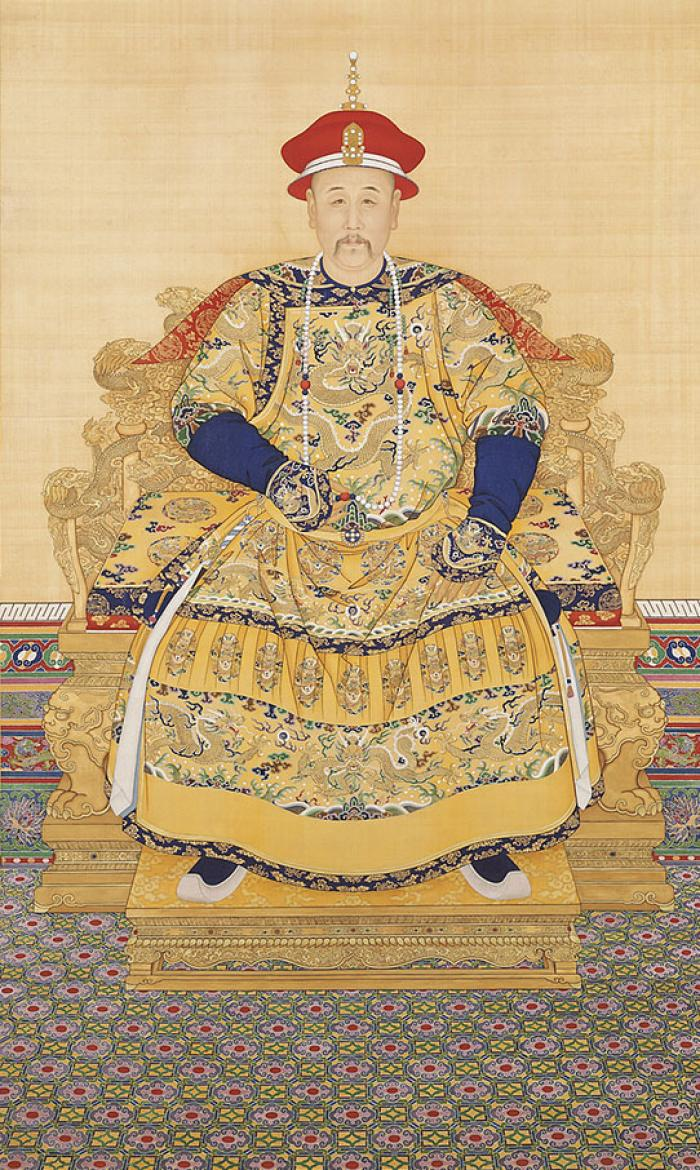
L'imperatore Yongzheng di Qing, grande riduttore del Sistema Tusi.

Al volgere dell'epoca Ming, l'autorità giurisdizionale dei tusi iniziò a essere sostituita con l'autorità territoriale statale quando le terre che essi governavano iniziarono ad essere sufficientemente popolate da coloni Han spinti dai Ming nelle regioni periferiche. I tusi funsero in pratica da "governatori tappabuchi" fino a quando l'accresciuto numero di coloni cinesi nel territorio garantì il punto di svolta per la trasformazione in prefettura o contea ufficiali annesse al sistema burocratico centrale cinese del territorio in questione. Questo processo prese il nome di "Gaitu guiliu" (改土歸流T, 改土归流S, lett. "trasformare il governo indigeno in amministrazione regolare") e, in sintesi, si costituì nella sostituzione dei tusi con i magistrati di contea di nomina statale, il passaggio cioè dalla sovranità giurisdizionale alla sovranità territoriale e l'inizio dell'imperio formale piuttosto che informale. Avviato dai Ming, il Gaitu guiliu fu ultimato dalla successiva Dinastia Qing (1636-1912).
(Herman 2007, p. 12.)
Le motivazioni alla base del processo d'eliminazione dei tusi vanno ricercato nella proliferazione del loro fenomeno: nel solo Guizhou, i tusi s'erano moltiplicati entro il 1413; sotto i Ming, c'erano 179 tusi e 255 tuguan nello Yunnan; ecc. Con i titoli ereditari e la possibilità di revocarli solo quale punizione per gravi crimini era chiaro che l'auspicata sostituzione dei tusi con funzionari governativi stava andando troppo per le lunghe.
I tusi furono notevolmente ridotti solo a partire dal periodo noto come "Transizione tra Ming e Qing" (1618-1683) e successivamente per opera della nuova dinastia regnante a Pechino, i Qing.

Anzitutto, i Qing assottigliarono i criteri per l'approvazione dell'ereditarietà del titolo di tusi, per es. imponendo che l'erede designato avesse superato gli esami imperiali. Al tempo dell'imperatore Yongzheng di Qing (r. 1723-1735), erano rimasti circa 41 tusi nello Yunnan, tra cui Cheli, Gengma, Longchuan, Ganya (attuale Yingjiang), Nandian, Menglian, Zhefang, Zhanda, Lujiang, Mangshi, Mengmao (attuale Ruili), Nalou, Kuirong, Shierguan, Menghua, Jingdong, Mengding, Yongning, Fuzhou, Wandian, Zhenkang e Beishengzhou. Nel solo Guangxi, Yongzheng, un governante misantropo e dispotico ma efficiente e vigoroso, intraprese una campagna per riformare il gruppo etnico Zhuang in seguito alla quale 87 tusi su 128 furono sostituiti da funzionari. Fondamentale in questo senso fu l'operato del mandarino di origine mancese Ortai (1677-1745), fedelissimo di Yongzheng, nominato nel 1723 (insediato 1726) Viceré di Yun-Gui, territorio che comprendeva le provincie di Yunnan e Guizhou.
(Yang 2008, cap. 4 § 106.)
La definitiva sostituzione dei tusi con funzionari statali non sarebbe stata però terminata che nel Novecento.

### Abolizione del sistema (XX secolo)
All'inizio del XX secolo, erano rimasti 8 tusi, tutti nell'attuale contea di Daxin. Nel 1928, Xincheng, l'ultimo regime tusi del Guangxi, fu convertito in una contea, ponendo fine al processo innescato dal Gaitu guiliu dei Ming. Il 23 gennaio 1953, la Repubblica popolare cinese istituì la Prefettura autonoma dai di Xishuangbanna nello Yunnan e pose fine all'ultimo sistema Tusi rimasto, quello di Sipsongpanna.

## Il SistemaTusi

### Tusicivili,Tusimilitari eTusireligiosi

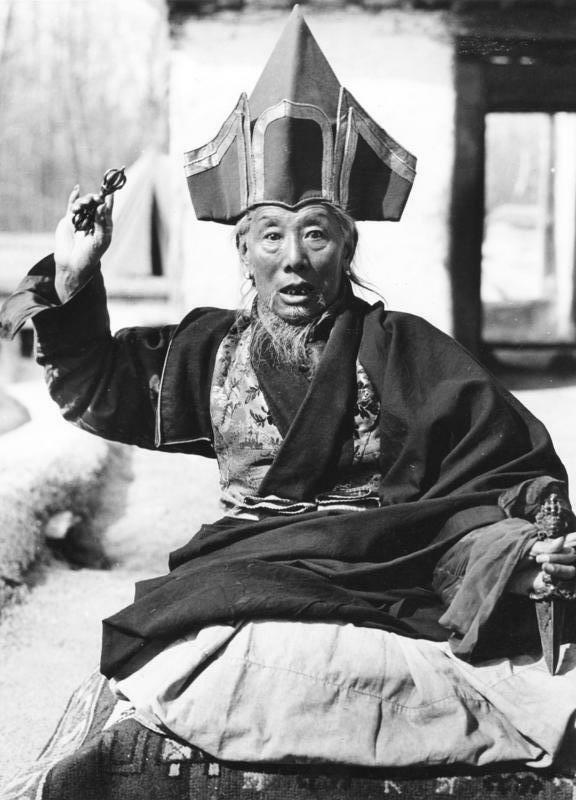
Il tusi di Gautsa - fotografia del 1938.

I tusi erano classificati dai Ming in ranghi civili e militari, rispettivamente tenuti sotto la supervisione del Ministero del personale (zh. 吏部S, LìbùP) e del Ministero della guerra (zh. 兵部S, BīngbùP) dei Ming. Ai tusi civili, il cui effettivo nome era tuguan e non tusi, furono dati i titoli di Tu Zhifu ("prefettura nativa"), Tu Zhizhou ("dipartimento nativo") e Tu Zhixian ("contea nativa") in base alle dimensioni e alla popolazione dei loro domini. Nominalmente, avevano lo stesso rango delle loro controparti nel sistema di amministrazione regolare. Il governo centrale diede maggiore autonomia ai tusi militari, i tusi propriamente detti, che controllavano aree con meno popolazione Han e infrastrutture sottosviluppate. Questi ultimi prometteva lealtà all'imperatore Ming ma avevano un potere quasi illimitato all'interno dei loro domini.
Tutti i capi indigeni erano nominalmente subordinati ai Commissari per la pacificazione (Xuanfushi, Xuanweishi, Anfushi) che erano a loro volta dei capi indigeni titolati dalla corte Ming. Per controllarne il potere, erano posti sotto la supervisione del Ministero della Guerra.
Come anticipato, i Ming conferirono un totale di 1608 titoli tusi, 960 dei quali erano di grado militare e 648 di grado civile, la maggior parte dei quali nello Yunnan, nel Guizhou e nel Sichuan. In Tibet, nel Qinghai e nel Sichuan, la corte Ming a volte conferiva ai capi sia titoli tusi sia titoli religiosi. Di conseguenza, quei tusi avevano una doppia identità, svolgendo il duplice ruolo di capi politici e religiosi all'interno dei loro domini: es. durante il regno di Yongle (1402-1421), il capo del monastero Jinchuan aiutò l'esercito Ming in una battaglia contro i mongoli e fu pertanto ricompensato con il titolo di 演化禅师S, Yanhua ChanshiP, lett. "Evoluto Maestro Chan" e il potere su 15 villaggi.
Il dibattito sull'effettiva portata del sistema tusi nel Tibet, tanto quanto la più generale analisi della penetrazione Ming in quella nazione, è però oggi ancora aperto: in Tibet più che altrove, il riconoscimento del potere dei capi locali da parte di Pechino sarebbe stato, per taluni storici, il riconoscimento d'uno status quo che la forma voleva rappresentare come propaggine dell'Impero celeste ma che, specialmente nelle contrade più occidentali del paese (es. Ü-Tsang e Ngari), celava una realtà del tutto indipendente, motivata non ultimo dal fatto che mancò, in epoca Ming, una forza d'occupazione cinese stabilmente presente nel territorio, come invece valeva nello Yunnan e nel Sichuan.

### Potere e privilegi deiTusi
Dopo che un capo era stato riconosciuto dal governo centrale come tusi, riceveva un brevetto di nomina, un sigillo ufficiale in bronzo, una cintura decorata d'oro e un abito formale come uniforme. Come anticipato, il titolo di tusi era ereditario, poteva essere perso solo a seguito di gravi crimini (ribellione al potere centrale, guerra o saccheggio a discapito di altri tusi, ecc.) e veniva tramandato ad un erede che, sin dai tempi degli Yuan, era definito in accordo con il potere centrale di Pechino.

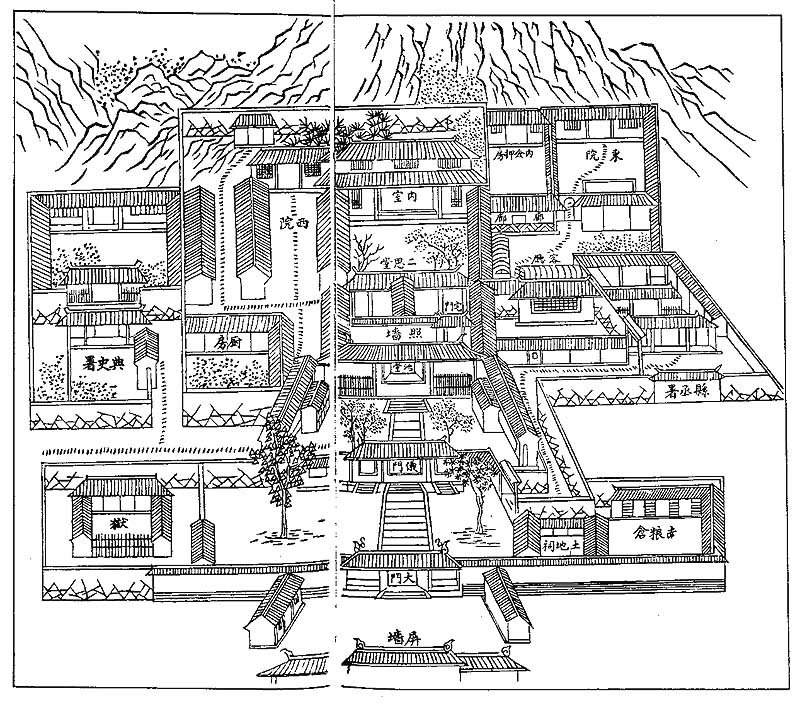
Pianta dello yamen di Shaoxing (Zhejiang), 1803.

L'intero clan di un tusi godeva di privilegi all'interno del dominio. Nella Cina Ming, il clan di un tusi era chiamato GuanzuP, lett. "Clan ufficiale" e i suoi membri avevano ranghi sociali più elevati rispetto alla gente comune e agli schiavi. Solo i membri del clan ufficiale, i cinesi Han e i discendenti di ex-funzionari potevano ricevere istruzione e sostenere gli esami imperiali.
Ogni tusi poteva costruire e rilevare un suo yamen (zh. 衙門T, 衙门S, yáménP, ya²-men²W), un quartier generale contenente infrastrutture, come l'aula del tribunale, l'altare sacrificale, la sala ancestrale, il granaio, gli uffici oltre agli alloggi della sua famiglia, alla stregua d'un qualsiasi altro burocrate o mandarino dell'Impero.
La struttura del governo e il modo di giudicare variavano in ogni dominio in base alla consuetudine locale. Normalmente, non c'erano leggi statutarie nel dominio e la volontà dei tusi era legge. Un tusi aveva tribunale e prigione nel suo yamen, come anticipato, e poteva pertanto imprigionare e/o comminare pene ai suoi sudditi nelle modalità e nei tempi che riteneva necessari: es. Li Depu, il tusi della sotto-prefettura di Anping nella provincia di Guangxi, punì brutalmente un servo della gleba che aveva indossato calze bianche perché secondo le sue regole sull'abbigliamento solo i membri dei clan ufficiali potevano farlo. La gente comune governata dai tusi li chiamava non a caso Tu HuangdiP, lett. "imperatore locale" e quest'analogia con l'imperatore Ming rifletteva in qualche modo il potere giudiziario quasi illimitato di cui il tusi godeva nel suo dominio.
Ai Tusi fu dato il potere di riscuotere le tasse nel loro dominio: es. per rituali o sacrifici religiosi stagionali, avevano il diritto di raccogliere riso e monete di rame da ogni famiglia. In quanto capo clan, ogni tusi aveva poi il diritto di disporre dei beni del clan.
Oltre alle guardie del corpo, i tusi potevano mantenere un esercito privato, la cui dimensione dipendeva dalle risorse del loro dominio, per difendere meglio il confine e reprimere le ribellioni.

### Responsabilità dei capi indigeni durante la dinastia Ming

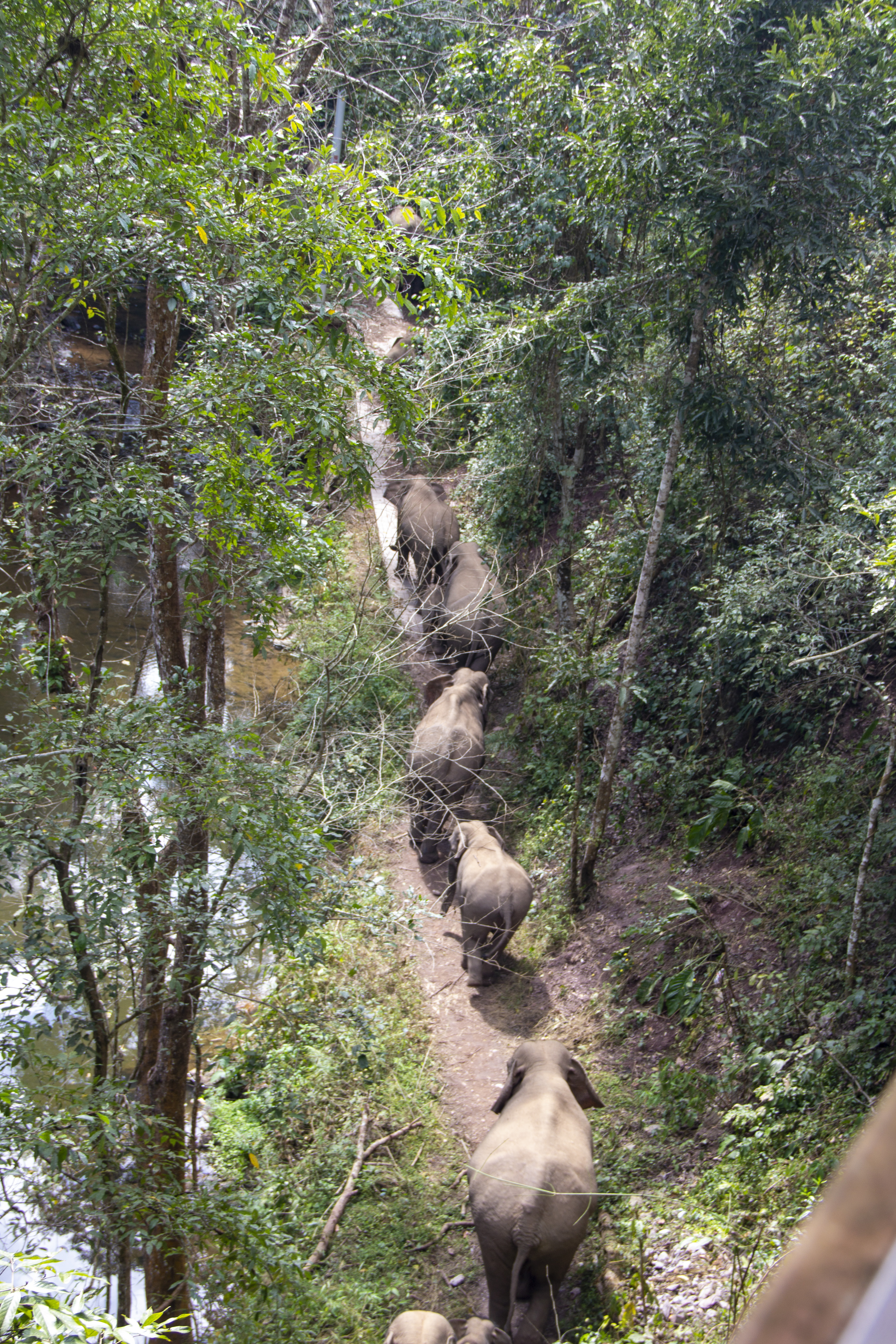
Elefanti nella jungla dello Xishuangbanna (Yunnan).

I tusi erano considerati vassalli dell'imperatore Ming. Godevano di autonomia o semi-autonomia nei loro domini ma ci si aspettava che mantenessero l'ordine e difendessero le zone di confine per la dinastia. Quando la corte Ming voleva iniziare una campagna vicino ai loro domini, i capi dovevano guidare i loro eserciti privati e assistere l'esercito Ming nella battaglia: es. nella campagna contro Annam, la corte Ming reclutò un gran numero di soldati indigeni dalle province meridionali. I soldati forniti da tusi erano chiamati Fubing (徭役S, fu-pingW, lett. "soldato territoriale"), la vecchia nomenclatura utilizzata ai tempi dei Tang per indicare le leve locali/agricole poi soppiantate nel X secolo dall'esercito professionista permanente.
I tusi dovevano inoltre rendere omaggio alla corte Ming. I beni di tributo periodici inviati dai capi nativi comprendevano: animali (es. i pregiati cavalli da guerra dello Yunnan o elefanti) o loro pregiati prodotti (es. zanna d'elefante o corno di rinoceronte); erbe medicinali; incenso; utensili d'argento; minerali (es. stagno).

### Reddito di untusi
I Tusi non ricevevano stipendio regolare dal governo ma potevano riscuotere le tasse dai loro sudditi che potevano essere pagate con messi, tessuti o denaro. Alcuni tusi richiedevano ai loro sudditi di pagare loro monete di rame e pollame come regali in alcuni eventi specifici del loro clan: es. ad Anping, nella provincia del Guangxi, ogni famiglia doveva donare 400 monete di rame durante i matrimoni e i funerali dei membri del Guanzu.
I Tusi potevano essere ricompensati dal governo per la loro assistenza nelle battaglie ma ciò non avveniva regolarmente.

### Conflitti:tusivstusietusivs ed autorità centrale
La grande autonomia operativa e militare dei tusi finì inevitabilmente per alimentare velleità secessionistiche in taluni principotti regnanti sulle terre di confine dei Ming, proprio nelle terre dello Yunnan ove il Sistema aveva avuto la sua origine.

La Guerra Ming–Mong Mao (1386–1388) fu combattuta tra il generale Mu Ying e il tusi semi-indipendente di Mong Mao, Si Lunfa, dell'attuale Tengchong, nello Yunnan sud-occidentale. Un decennio dopo (1397), i Ming dovettero intervenire nella disputa di successione di Mong Mao (v.si Intervento Ming-Mong Mao), mentre nel 1438 i Mong Mao si ribellarono nuovamente e il loro capo, Si Renfa, attaccò gli altri tusi lungo il confine dello Yunnan. Si Renfa fu sconfitto nel 1442 e catturato dal re di Ava che lo consegnò alla custodia dei Ming, dove morì nel 1446.

Tra il 1528 ed il 1607, una faida tra tusi nel dominio di Wuding degenerò in una ribellione che valicò i confini dello Yunnan arrivando sin nel Sichuan. I Ming intervennero a sedare la rivolta ed abolirono le posizioni dei tusi coinvolti.

Poco più d'un decennio dopo, l'intero popolo Yi dello Yunnan, sotto la guida dei relativi tusi, istigò la celebre Rivolta di She-An (1621-1629) che infiammò il Sichuan ed il Guizhou, costando un tributo astronomico alle risorse Ming prima d'essere domata.
Parimenti, pur istituiti per controllare le terre di confine ed evitare minacce militari per il potere centrale, i tusi non furono sempre in grado di onorare tale missione. Sempre alla fine del 1300 infatti, poco dopo la prima guerra Ming-Mong Mao, il Đại Việt (Vietnam del Nord) attaccò i tusi al confine con il Guangxi. Questo, insieme al rovesciamento della dinastia Trần da parte della dinastia Hồ, portò alla Quarta dominazione cinese del Vietnam (1407-1427).

## Titoli dei capotribù nativi
Il sistema Tusi s'interconnesse con il 九品S, Jiu PinP, lett. "Nove Gradi", un sistema di gradazioni utilizzato dai regimi dal post-Han al Qing in base al quale tutti i burocrati erano suddivisi in nove categorie: alto-alto, alto-medio, alto-basso, medio-alto, medio-medio, medio-basso, basso-alto, medio-basso e inferiore-inferiore. Ad ogni categoria era assegnato un grado numerato da 1 a 9. Il rango 1 era il più alto e il rango 9 il più basso. Ogni rango era diviso in due gradi: superiore (正S) e inferiore (從S).
Il governo centrale ha dato titoli diversi ai capi nativi e questi titoli avevano diversi corrispettivi nel Jiu Pin:
|    | Nome ufficiale                  | Rango   |
| -- | ------------------------------- | ------- |
| 1  | Junmin Xuanweishi (軍民宣慰使S) |         |
| 2  | Xuanweishi (宣慰使S)            | 3b      |
| 3  | Xuanfushi (宣撫使S)             | 4b      |
| 4  | Anfushi (安撫使S)               | 5b      |
| 5  | Zhaotaoshi (招討使S)            | 5b      |
| 6  | Xunjianshi (巡檢使S)            | 9b      |
| 7  | Tu Zhifu (土知府S)              | 4bis    |
| 8  | Tu Zhizhou (土知州S)            | 5b      |
| 9  | Tu Zhixian (土知縣S)            | 6b o 7b |
| 10 | Zhangguan (長官S)               | 6bis    |
| 11 | Manyi Zhangguan (蠻夷長官S)     |         |

## Elenco deitusi

### Tusidella provincia di Chongqing
- Dominio di Shizhu (zh. 石砫土司S), governava la Contea autonoma tujia di Shizhu, terminò nel 1761 quando l'ultimo tusi divenne magistrato locale.

### Tusidella provincia del Guangxi
- Dominio di Yongshun ( zh. 永順土司S), governava il Distretto di Yizhou, abolito nel 1928 e unito al distretto di Yizhou.
- Anping.
- Xincheng.
- Wancheng.

### Tusidella provincia di Guizhou
- Dominio di Bozhou ( zh. 播州土司S), governò Bozhou (l'odierna Zunyi), abolito dopo una fallita ribellione nel 1600.
- Dominio di Shuidong ( zh. 水東土司S), governò Shuidong (l'attuale contea di Sinan), abolito dopo una fallita ribellione nel 1630.
- Dominio di Shuixi ( zh. 水西土司S), governò Shuixi (l'attuale contea di Dafang), abolito nel 1698.
- Dominio di Sinan ( zh. 思南土司S), governò Sinan, abolito nel 1414.
- Dominio di Sizhou ( zh. 思州土司S), governò Sizhou (l'attuale contea di Cengong), abolito nel 1414.

### Tusidella provincia del Sichuan
- Dominio di Canbolang (zh. 參卜郎千戶所S), governò la Contea di Litang.
- Dominio di Dongbohanhu (zh. 董卜韓胡宣慰使司S), governò la Contea di Jinchuan.
- Dominio di Leipo (zh. 雷坡長官司S), governò la Contea di Leibo.
- Dominio di Manyi (zh. 蠻夷長官司S), governò su parte della Contea di Pingshan (Sichuan).
- Dominio di Mo'erkan (zh. 磨兒勘招討司S), governò su parte dell'attuale Prefettura autonoma tibetana di Garzê e sulla Contea di Markam.
- Dominio di Muchuan (zh. 沐川長官司S), governò su parte dell'attuale Contea di Pingshan (Sichuan).
- Dominio di Nixi (zh. 泥溪長官司S), governò su parte dell'attuale Contea di Pingshan (Sichuan).
- Dominio di Pingyi (zh. 平夷長官司S), governò su parte dell'attuale Contea di Pingshan (Sichuan) e sulla Contea di Suijiang.
- Dominio di Yidu (zh. 夷都長官司S), governò su parte dell'attuale Contea di Pingshan (Sichuan).

### Tusidella provincia dello Yunnan
- Chiang Hung, governava Sipsong Panna (l'attuale Prefettura autonoma dai di Xishuangbanna).
- Möng Mao/Muang Mao (zh. 勐卯S; my. မိုင်းမော; tai yai: မိူင်းမၢဝ်း; tai nuea: ᥛᥫᥒᥰ ᥛᥣᥝᥰ), ex Regno di Mao al confine tra Cina, Birmania e Assam indiano.
- Kokang (zh. 果敢S, GuǒgǎnP, Kuo-kanW; my. ကိုးကန့်), al confine tra Cina e Birmania, fondato nel 1739 da Yang Shien-tsai.[70]
- Dominio di Heqing (zh. 鶴慶土司S), governava la Contea di Heqing, discendenti di Gao Shengtai, divenne una magistratura locale nel 1683.
- Dominio di Ganya (zh. 干崖土司S), governava la Contea di Yingjiang, abolita nel 1949.
- Dominio di Gengma (zh. 耿馬司S), governava la Contea autonoma dai e va di Gengma, abolita nel 1950.
- Dominio di Lijiang (zh. 麗江土司S), governò Lijiang.
- Dominio di Luomeng (zh. 落蒙萬戶府S), governava la Contea autonoma yi di Shilin.
- Meng Xon (ᥛᥫᥒᥰ ᥑᥩᥢᥴ) o Dominio di Mangshi (zh. 芒市土司S), governò Mangshi.
- Dominio di Mengban (zh. 勐板土千總S), governò Mangshi.
- Dominio di Menghai (zh. 勐海土司S), governava la Contea di Menghai.
- Dominio di Menghan (zh. 勐罕土司S), governò Jinghong.
- Dominio di Mengjiaodong (zh. 勐角董土司S), governò la Contea autonoma va di Cangyuan.
- Dominio di Yao'an (zh. 姚安土司S), governava la Contea di Yao'an, discendenti di Gao Shengtai.
- Dominio di Yongning (zh. 永寧土司S), governò Yongning, l'attuale Contea autonoma yi di Ninglang).
- Dominio di Yongsheng (zh. 永勝土司S), governava la Contea di Yongsheng, anch'essi discendenti di Gao Shengtai.
- Dominio di Zhefang (zh. 遮放土司S), governava Mangshi.

### Tusitibetani
- Dominio di Chuchen, o Dominio del Grande Jinchuan (zh. 大金川土司S), governava l'attuale contea di Jinchuan, annessa dai Qing dopo le campagne Jinchuan (1747-1749 e 1771-1776).
- Dominio di Tsanlha (bo. བཙན་ལྷ་རྒྱལ་པོ, btsan lha rgyal poW), anche Dominio del Basso Jinchuan (zh. 小金川土司S), governava l'attuale contea di Xiaojin, annessa dai Qing dopo le campagne Jinchuan.
- Dominio di Bathang (bo. འབའ་ཐང་རྒྱལ་པོ, ʼbaʼ thang rgyal poW, zh. 巴塘土司S), governava l'attuale contea di Batang, partecipò alla rivolta tibetana del 1905 e fu annesso alla Cina l'anno seguente.
- Dominio di Lithang (bo. ལི་ཐང་རྒྱལ་པོ, li thang rgyal poW, zh. 理塘土司S), governava l'attuale contea di Litang, partecipò alla rivolta tibetana del 1905 e fu annesso alla Cina l'anno seguente.
- Dominio di Béri (bo. བེ་རི་རྒྱལ་པོ, be ri rgyal poW), anche Dominio di Baili (zh. 白利土司S), governava Béri, attuale contea di Garzê.
- Regno di Chakla (bo. ལྕགས་ལ་རྒྱལ་པོ, lcags la rgyal poW), anche Dominio di Mingzheng (zh. 明正土司S), governava Dartsedo, attuale Kangding.
- Regno di Derge (bo. སྡེ་དགེ་རྒྱལ་པོ, sde dge rgyal poW; zh. 德格土司S), governava la contea di Dêgê.
- Dominio di Muli (bo. སྨི་ལི་རྒྱལ་པོ, smi li rgyal poW; zh. 木里土司S), governava l'attuale Contea autonoma tibetana di Muli.
- Regno di Powo (bo. ཀཿགནམ་རྒྱ་པོ, ka: gnam rgyal poW; zh. 波密土王S), governava l'attuale contea di Bomê, annesso dal Tibet nel 1928. Discendenti di Drigum Tsenpo.
- Dominio di Zhuoni (bo. ཅོ་ནེ་དཔོན་པོ, co ne dpon poW; zh. 卓尼土司S), governava l'attuale Prefettura autonoma tibetana di Gannan.
- Dominio di Duogandan (zh. 朵甘丹招討司S), governava su parte dell'attuale Prefettura autonoma tibetana di Garzê e sulla Prefettura autonoma tibetana di Yushu.
- Dominio di Duogancangtang (zh. 朵甘倉溏招討司S), governava sull'attuale Prefettura autonoma tibetana e Qiang di Aba.
- Dominio di Duogan (zh. 朵甘宣慰使司S), governava su parte dell'attuale Prefettura autonoma tibetana di Garzê.
- Dominio di Duoganchuan (zh. 朵甘川招討司S), governava su parte dell'attuale Prefettura autonoma tibetana di Garzê.
- Dominio di Duogansi (zh. 朵甘思千戶所S), governava su parte dell'attuale Prefettura autonoma tibetana di Garzê.
- Dominio di Duoganlongda (zh. 朵甘隴答招討司S), governava su parte dell'attuale Prefettura autonoma tibetana di Garzê e sulla Prefettura di Qamdo.
- Regno di Lingtsang (bo. གླིང་ཚང, gling tshangW; zh. 林蔥土司S), governava su parte dell'attuale Prefettura autonoma tibetana di Garzê.
- Dominio di Changhexi (zh. 長河西千戶所S), governava su parte dell'attuale Prefettura autonoma tibetana di Garzê.
- Dominio di Longda (zh. 隴答衛指揮使司S), governava su parte dell'attuale Prefettura autonoma tibetana di Garzê.
- Dominio di Nangqên (bo. ནང་ཆེན་རྒྱལ་པོ, nang chen rgyal poW; zh. 囊謙土司S), governava l'attuale contea di Nangqên.
- Dominio di Dasima (zh. 答思麻萬戶府S), governava l'attuale Prefettura autonoma tibetana di Hainan.

### Esplicative
1. ↑  Ciò anche in ragione del fatto che uno dei primi tusi dello Yunnan ad arrendersi ai Ming ancora in lotta con gli Yuan fu una donna, Shang Sheng del dominio di Wuding - Yang 2008, cap. 4 § 80.
2. ↑  La dinastia Yuan favorì la migrazione nello Yunnan di coloni d'etnia Han, anche in questo caso anticipando una politica poi ripresa ed implementata dai Ming - v.si (EN) John W. Dardess, 3: Did the Mongols Matter? Territory, Power, and the Intelligentsia in China from the Northern Song to the Early Ming, in Paul Jakov Smith e Richard von Glahn (a cura di), The Song –Yuan-Ming Transition in Chinese History, Harvard University Asia Center, 2003,  p. 111, ISBN 9780674010963. URL consultato l'11 luglio 2016 (archiviato dall'url originale il 16 agosto 2016).
3. ↑  Lo Yunnan è appunto oggi l'unica regione della Cina in cui sopravvive una popolazione locale di elefanti, in tempi storici presenti nel paese fino ad Anyang (Henan), nella Cina del Nord ma sterminati dalla passione sinica per i manufatti d'avorio - v.si (EN) Elephants in China, su eleaid.com.

### Bibliografiche
1. ↑  (ZH) 越南阮朝土司制度探析 [Journal of Guangxi Teachers Education University], in Philosophy and Social Sciences Edition, vol. 37, gennaio 2016.
2. ↑  (ZH) 缅甸土司制度的兴衰(1287—1959年, su cnki.com.cn. URL consultato il 27 luglio 2023 (archiviato dall'url originale il 12 maggio 2022).
3. ↑  Ming Shilu.
4. ↑  Storia dei Ming.
5. ↑  (ZH) 傣族的土司制度与傣族文化:, su mzb.com.cn. URL consultato il 27 luglio 2023 (archiviato dall'url originale il 7 aprile 2017).
6. ↑  (EN) TUSI Site, su UNESCO World Heritage Centre.
7. ↑  Dardess 2012, p. 3.
8. ↑  中国土司制度 - 云南民族出版社 - 1992年出版 (作者: 龚荫) - ISBN 7-5367-0509-3: nulog.cn or sfyey.net Archiviato il 10 aprile 2017 in Internet Archive.
9. ↑  土司制度基本概念辨析 - 《云南师范大学学报：哲学社会科学版》2014年1期（作者：李世愉）: mzb.com.cn Archiviato il 10 aprile 2017 in Internet Archive., cssn.cn or wenku (baidu)
10. 1 2 3 4  Dardess 2012, p. 6.
11. ↑  Yang 2008, cap. 4 § 37.
12. ↑  Yang 2008, cap. 4 § 39-44.
13. ↑  (EN) Christopher Pratt Atwood, Encyclopedia of Mongolia and the Mongol Empire, New York, Facts of File, 2004,  p. 613, ISBN 978-0-8160-4671-3.
14. ↑  (EN) John. E. Herman, Political Frontiers, Ethnic Boundaries and Human Geographies in Chinese History, a cura di Nicola Di Cosmo e Don J Wyatt, ill., Routledge, 2005,  p. 260, ISBN 1135790957.
15. ↑  Crossley, Siu e Sutton 2006, p. 143.
16. ↑  Shin 2006, p. 58.
17. ↑  (EN) Du Yuting e Chen Lufan, Did Kublai Khan's Conquest of the Dali Kingdom Give Rise to the Mass Migration of the Thai People to the South? (PDF), in Journal of the Siam Society, 77.1c, Siam Heritage Trust, 1989.
18. ↑  Yang 2008, cap. 4 § 49-52.
19. ↑  Yang 2008, cap. 4 § 53.
20. 1 2  Crossley, Siu e Sutton 2006, p. 137.
21. 1 2  Yang 2008, cap. 4 § 42.
22. 1 2 3  Yang 2008, cap. 4 § 43.
23. ↑  (EN) Koen Wellens, Religious Revival in the Tibetan Borderlands: The Premi of Southwest China, Studies on Ethnic Groups in China, University of Washington Press, 2010,  p. 29 ff., ISBN 0-295-99069-4.
24. ↑  Yang 2008, cap. 4 § 73.
25. ↑  Shin 2006, p. 57.
26. ↑  Yang 2008, cap. 4 § 76.
27. ↑  Herman 2007, p. 16.
28. ↑  Yang 2008, cap. 4 § 72.
29. 1 2  Yang 2008, cap. 4 § 74.
30. ↑  Yang 2008, cap. 4 § 97.
31. ↑  Yang 2008, cap. 4 § ...
32. 1 2  Took 2005, p. 233.
33. ↑  Yang 2008, cap. 4 § 101-102.
34. ↑  (EN) R. Kent Guy, Qing Governors and Their Provinces: The Evolution of Territorial Administration in China, 1644-1796., University of Washington Press, 2010,  pp. 334-351.
35. ↑  (EN) Chao-ying Fang, Ortai, in Arthur Hummel Sr. (a cura di), Eminent Chinese of the Qing Period, Introduction by Pamela Kyle Crossley, rev., Berkshire Publishing Group, 2017  [1943],  pp. 454-456, ISBN 9781614728498.
36. ↑  Yang 2008, cap. 4 § 71.
37. ↑  Crossley, Siu e Sutton 2006, p. 136.
38. ↑  Shin 2006, p. 61.
39. ↑  邹, 立波 (2010). "从土司封号看嘉绒藏族土司与宗教的关系". 西南民族大学学报(人文社科版). 31 (02): 11–15, p. 11.
40. ↑  (EN) Dawa Norbu, China's Tibet Policy, Richmond, Curzon, 2001,  p. 58.
41. ↑  (EN) Yiu Yung-chin, Two Focuses of the Tibet Issue, in Tibet Through Dissident Chinese Eyes: Essays on Self-determination, New York City, M.E. Sharpe, Inc., 1998,  p. 121.
42. ↑  (EN) Thomas Laird, The Story of Tibet: Conversations with the Dalai Lama, New York City, Grove Press, 2006,  p. 137, ISBN 0-8021-4327-X.
43. 1 2 3  Shin 2006, p. 62.
44. ↑  Took 2005, p. 93.
45. ↑  Yang 2008, cap. 4 § 89.
46. ↑  Took 2005, p. 99.
47. ↑  Took 2005, p. 102.
48. ↑  Took 2005, p. 115.
49. ↑  Took 2005, p. 176.
50. ↑  Took 2005, p. 90.
51. ↑  Took 2005, p. 98.
52. ↑  Shin 2006, p. 64.
53. ↑  (EN) Graff DA, Medieval Chinese Warfare, 300-900, Routledge, 2002,  p. 109.
54. ↑  (EN) Peers CJ, Soldiers of the Dragon, Osprey Publishing, 2006,  p. 114.
55. ↑  Yang 2008, cap. 3 § 66-69.
56. ↑  Took 2005, p. 97.
57. ↑  Dardess 2012, p. 7.
58. ↑  Dardess 2012, p. 8.
59. ↑  Yang 2008, cap. 4 § 80-86.
60. ↑  Dardess 2012, pp. 9-10.
61. ↑  Dardess 2012, p. 4.
62. ↑  Hucker 1985, pp. 4-5.
63. 1 2  杨,虎得；柏,桦(2016).“明代宣慰与宣抚司”. 西南大学学报(社会科学版).42:173-180.p.182.
64. ↑  Hucker 1985, p. 104.
65. ↑  Hucker 1985, p. 117.
66. ↑  Hucker 1985, p. 254.
67. 1 2  Hucker 1985, p. 158.
68. ↑  Hucker 1985, p. 157.
69. ↑  Hucker 1985, p. 110.
70. ↑  (ZH) 歧路漂泊果敢人, su time-weekly.com. URL consultato il 19 luglio 2020.

### Fonti
- (ZH) Song Lian (a cura di), 元史S, Yuán ShǐP, lett. "Storia di Yuan" [Storia degli Yuan], 二十四史S, Èrshísì ShǐP, lett. "Ventiquattro Storie", 1370.
- (ZH) 明實錄T, 明实录S, Míng Shǐ LuP, lett. "Veritieri Registri dei Ming", 1368-1644.
- (ZH) 明史T, 明史S, Míng ShǐP, lett. "Storia di Ming" [Storia dei Ming], 二十四史S, Èrshísì ShǐP, lett. "Ventiquattro Storie".

### Studi
- (EN) Pamela Kyle Crossley, Helen F. Siu e Donald S. Sutton (a cura di), Empire at the Margins: Culture, Ethnicity, and Frontier in Early Modern China, Studies on China, vol. 28, ill., University of California Press, 2006, ISBN 0520230159.
- (EN) John Dardess, Ming China 1368-1644 A Concise History of A Resilient Empire, Rowman & Littlefield Publishers, Inc., 2012.
- (EN) John E. Herman, Amid the Clouds and Mist China's Colonization of Guizhou, 1200-1700, Harvard University Asia Center, 2007.
- (EN) Charles O. Hucker, A dictionary of official titles in Imperial China, Stanford University Press, 1985.
- (EN) Leo Kwok-yueh Shin, The making of the Chinese state: ethnicity and expansion on the Ming borderlands, Cambridge University Press, 2006.
- (EN) Jennifer Took, A Native Chieftaincy in Southwest China: Franchising a Tai Chieftaincy under Tusi System of Late Imperial China, Leida, Brill, 2005.
- (EN) Bin Yang, Between Winds and Clouds: The Making of Yunnan, su http://www.gutenberg-e.org/, Columbia University Press, 2008.